# Alepocephalus melas
Alepocephalus melas är en fiskart som beskrevs av De Buen, 1961. Alepocephalus melas ingår i släktet Alepocephalus och familjen Alepocephalidae. Inga underarter finns listade i Catalogue of Life.